# Dethklok
Dethklok je virtualni melodični death metal sastav prikazivan na Adult Swimu u animiranoj seriji Metalocalypse, izmišljen od strane Brendona Smalla i Tommyja Blacha, te pravi sastav stvoren za sviranje glazbe u nastupima uživo. 
Fiktivna postava sastava ima pet članova, dok pravu postavu trenutačno čine tri člana: Brendon Small, Gene Hoglan i Bryan Bell, kojima se na nastupima uživo pridružuje Mike Keneally. Do sada su snimili tri studijska albuma, te soundtrack za posebnu epizodu  Metalocalypse: The Doomstar Requiem. 

## Članovi
Izmišljeni članovi
- Nathan Explosion - vokali
- Skwisgaar Skwigelf - gitara
- Toki Wartooth - gitara
- William Murderface - bas-gitara
- Pickles the Drummer - bubnjevi

Pravi članovi
- Brendon Small - vokali, gitara, bas-gitara, klavijature
- Gene Hoglan - bubnjevi
- Bryan Beller - bas-gitara

## Diskografija
- The Dethalbum (2007.)
- Dethalbum II (2009.)
- Dethalbum III (2012.)
- The Doomstar Requiem – A Klok Opera (2013.)